# 502 (číslo)
Pět set dva je přirozené číslo. Následuje po čísle pět set jedna a předchází číslu pět set tři. Římskými číslicemi se zapisuje DII a řeckými číslicemi φβ.

## Matematika
502 je:
- Deficientní číslo
- Poloprvočíslo
- Nešťastné číslo

## Astronomie
- (502) Sigune je planetka hlavního pásu, kterou objevil v roce 1903 Max Wolf

## Komunikace
- +502 je mezinárodní telefonní předvolba Guatemaly

## Roky
- 502
- 502 př. n. l.